# Agrypon laevifrons
Agrypon laevifrons là một loài tò vò trong họ Ichneumonidae.